# イスラームと女性
イスラームと女性（いすらーむとじょせい）では、イスラーム（イスラム教）における女性の人権などについて解説する。イスラーム勃興当時から現代に至るまで論争となっているテーマであり、ムスリム（イスラム教徒）女性の認識は異なった社会の間で幅広く変化している。それと同時に彼女たちのイスラム教への信奉は共通のものであり、彼女たちに共通のアイデンティティを与えてくれるため、文化的・社会的・経済的な違いを超えた架け橋となっている。
イスラムの歴史の推移の中で、女性の立場を社会的、イスラム法的、精神的、宇宙論的に定義するにあたって、重要な役割を果たすのが、聖典『コーラン』とハディース、イジュマー、キヤース、ファトワー等である。『コーラン』、イスラム教の預言者であるムハンマドの功業と金言に関わる伝承を指すハディース、表現されていようと暗黙のものであろうと法に対する質問への同意をイジュマが指す。『コーラン』やハディースではっきりと言及されていない状況に対して、『コーラン』とスンナの法または予言的慣習から導き出される原則を適用することをキヤースという。ファトワーは拘束力は持たずに発表された意見または、宗教的方針に関しての判断や法の真意を指す。
付加的な影響を持つものにはイスラム以前の文化的な伝統がある。世俗の法は直接的にイスラムの教えに矛盾しない限り、イスラム社会に完全に受け入れられている。インドネシアのウラマー評議会、トルコ政府宗教局のような政府によって管理されている機関を含む宗教的権威が存在する。そしてイスラム神秘主義またはスーフィズムの中で宗教指導者は特別に目立っている。有名なイブン・アラビーを含むスーフィズムの多くの人々は、イスラム教における抽象的な女性の指針を明確にし、自分たちでテキストを制作した。
これまでに挙げてきた典拠が、世界のイスラム教徒人口の約90％にあたるスンナ派、シーア派の一般的なムスリムによってどのように解釈されるかには大きな変動がある。中でも注目すべきなのは、著しくワッハーブ派やサラフィー主義に賛同するイデオロギー的な原理主義者は合計でおよそ9％であるということだ。具体的には、ワッハーブ派とサラフィストは神秘主義と神学を徹底的に拒絶することが多く、こうした観念的な宗派の中で女性がどのように考えられているかに非常に深い関わりを持っている。反対に、正統的なイスラム教では、国教の神学校とスーフィズムどちらも少なくとも多少の影響力を持っている。

## 女性の地位に関する典拠
上記のように、イスラム教下においてのムスリム女性への影響を与える典拠は4つある。初めの2つは『コーラン』とハディースであり、最も重要な典拠である。その他の2つは様々なムスリムの教派とイスラム法学校（マドラサ）の間で異なる、派生的に生成された典拠である。影響の二次的な資料にはイジュマーやキヤース、そしてファトワーやイジュティハードのような形のものが含まれている。

### 一次資料

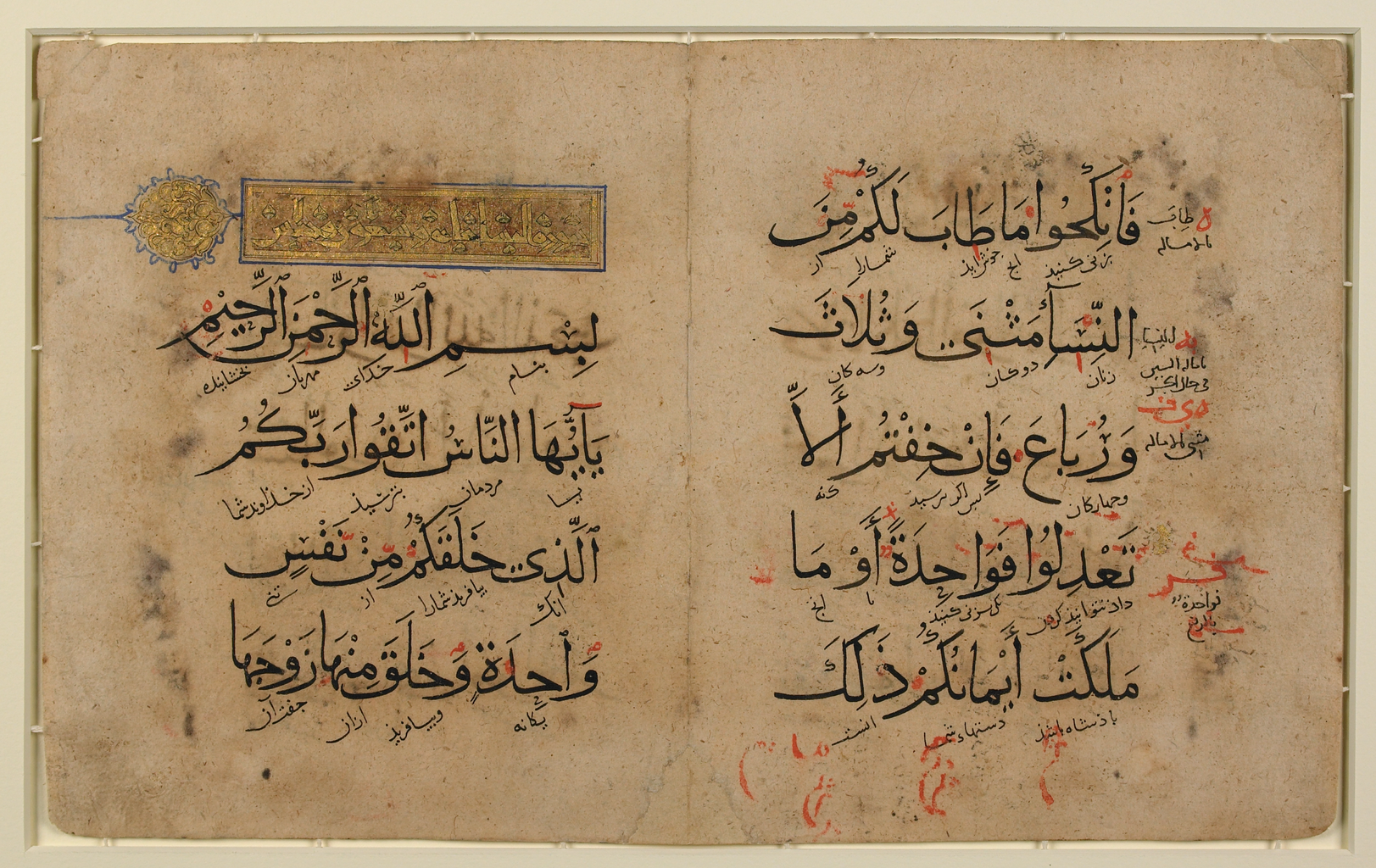
「婦人」の一部

フィクフ（イスラム法学）によって理解されているように、イスラム教の女性には『コーラン』とハディースに基づいた多くの指針が与えられている。また、スンニ派の多くの学者たちによって疑いないものとされているハディースに由来する解釈も、その指針に影響している。 これらの解釈とその適用は、これらの書かれた時代のムスリム世界の歴史的な背景によって形成されている。
文献によっても異なるが、ムハンマドは彼の人生の中で9人、または11人の女性と結婚したとされる。モンゴメリー・ワットはムハンマドの全ての結婚は友好関係を強める政治的側面とアラビアの慣習に基づくと述べている。

#### 『コーラン』「婦人」の章
「婦人（Sūrat an-Nisāʼ）」は『コーラン』における4つ目の章である。このスーラのタイトル「婦人」は3−4節、127節−130節を含む、1章にわたって多数の女性に対する言及に由来している。

## 現代イスラームと女性
ムスリムが多数派のイスラーム圏でも世俗主義、政教分離的な法制度や社会風潮が浸透している国もあれば、イスラームが国教となっているなどイスラーム保守主義・原理主義に基づく女性差別が制度化されている国も存在する。非イスラーム圏に居住するムスリム女性を含めて、状況・環境は一様ではない。イスラーム圏でも女性差別を縮小・撤廃する方向へ変えていこうという運動や上からの改革も盛んである。一夫多妻制の制限、ドメスティック・バイオレンス（DV）の禁止、女性から離婚することを容易にする法改正などが先進的あるいは世俗主義的な諸国を中心に進められている。トルコでは女性の社会進出も盛んであり、政府の最上層部にも女性が存在している。パキスタンなどのイスラーム国家でも、ベーナズィール・ブットーなどの女性首相が誕生している。
イスラム圏の女性の服装は、ヒジャブやブルカなどで頭部や身体のほとんどを多い隠すよう求められる国・地域も多い。イラン・イスラム共和国では2022年、ヒジャブの着用方法が不適切だったなどの理由で取り締まりを受けたマフサ・アミニの死をきっかけに、イスラム共和国体制への広範な抗議運動が起きた。
スンナ派の最高権威機関で、エジプトの首都カイロに所在するアズハルは2018年8月28日、女性に対するセクシャルハラスメントは、言葉によるものも含めてイスラム法上のハラーム（禁止行為）に当たるとの声明を出した。
ただしイスラーム圏では、保守勢力が強く改革がなかなか進まない国や後退した国、法制度が改正されても社会の通念・習慣の変化が伴わない国も多い。アフガニスタンで2021年に復権したタリバン政府は女子教育や女性の就労に制限を加えている。2023年4月には、現地の国連事務所への女性職員の出勤禁止令を発し、これを非難する国際連合安全保障理事会決議（同月27日に全会一致で可決）を起草したのは日本と、イスラーム圏のアラブ首長国連邦（UAE）であった。
このほか、イスラームには夫婦間以外での性行為が許されていないため、複数の中東諸国には、レイプ被害を受けた女性と結婚すれば、加害者は刑事罰を受けないという法規定がある。モロッコ、レバノン、ヨルダンなどでは廃止されたが、処女でなくなった女性の結婚が難しい社会風潮は根強く、家族により加害男性との結婚を強いられたうえに、結婚後もDVを受ける女性が多い。
名誉殺人のように、慣習としての女性への抑圧が存在する地域もある（ただし、「名誉殺人」はイスラーム圏以外でも存在する。「名誉の殺人#ヒンドゥー教における「名誉殺人」」等を参照）。

### 女性との接触制限
イスラームでは、原則として女性は親族男性以外に触れられてはならないとする規定を持つ地域が多く、これによって様々な問題が生じている。医療問題は特に深刻であり、男性医師が女性患者を診察することが制限される、極端な地域では医療行為そのものが出来ない場合もあり、女性の高等教育や就労が制限されている地域では女性医師が少ないために女性が医療を受けられない場合もある。
全く医療が行えないのは非現実的なので、医師に限って条件付きで診療行為を認めている場合が多いが、触れてはならないとする規定を厳守するあまり、大半の女性患者に対して問診のみで薬を処方するなどの低レベル医療しか行われない場合もある。このため、女性が医療難民となって外国に医療を求めて行く場合もある。親族以外の男性は絶対に触れてはならないと規定しているサウジアラビアの場合は、女性の医療は女性医師が行うと法律で規定されている。このため、女性の就労制限が極めて厳しいサウジアラビアで医療従事者は女性が就労できる数少ない職業の一つとなっている。
人命に関わるほど深刻な場合ではなくとも様々な問題があり、女性向けの美容院などで男性が働くことを禁止している場合もある。また、女性側が男性と近づくのを忌避して男性のいるところへ来ない場合もある。